# 劉義綦
营道僖侯劉義綦（420年—455年），南朝宋长沙景王刘道鄰第六子。
宋文帝元嘉六年（429年），封营道县侯。劉義綦早年出任侍中。劉義綦鄙陋無知，經常受到始兴王劉浚兄弟的戏弄。元嘉十一年（434年）十五歲應冠。元嘉三十年（453年），太子刘劭弑父篡位，任命劉義綦為征虏将军、晋陵太守、南下邳太守，镇守京城。宋孝武帝即位后，歷任中护军（護軍將軍）、右衛將軍。宋孝武帝孝建元年四月戊辰（454年5月14日），出任湘州刺史。
孝建二年（455年），劉義綦去世，追赠平南将军，谥曰僖侯。长子劉長猷袭爵。